# 1. Fußballclub Lokomotive Leipzig 2013-2014
Questa voce raccoglie le informazioni riguardanti il 1. Fußballclub Lokomotive Leipzig nelle competizioni ufficiali della stagione 2013-2014.

## Stagione
Nella stagione 2013-2014 il Lokomotive Lipsia, allenato da Carsten Hänsel, Eric Eiselt e Heiko Scholz, concluse il campionato di Regionalliga nordest al 15º posto.

## Rosa
| N. |                                 | Ruolo | Calciatore          |
| -- | ------------------------------- | ----- | ------------------- |
| 1  | Bosnia ed Erzegovina (bandiera) | P     | Sanel Borić         |
| 2  | Germania (bandiera)             | D     | Dustin Scheibe      |
| 3  | Germania (bandiera)             | D     | Markus Krug         |
| 4  | Germania (bandiera)             | D     | Marcel Trojandt     |
| 5  | Germania (bandiera)             | D     | Armin Kilz          |
| 6  | Germania (bandiera)             | A     | Gianluca Marzullo   |
| 7  | Croazia (bandiera)              | C     | Juro Pejić          |
| 8  | Germania (bandiera)             | C     | Sebastian Zielinsky |
| 9  | Germania (bandiera)             | A     | Alexander Langner   |
| 10 | Germania (bandiera)             | A     | Steve Rolleder      |
| 11 | Germania (bandiera)             | A     | Christopher Zerbe   |
| 13 | Germania (bandiera)             | D     | Kevin Kittler       |
| 14 | Germania (bandiera)             | C     | Albrecht Brumme     |

| N. |                     | Ruolo | Calciatore         |
| -- | ------------------- | ----- | ------------------ |
| 15 | Germania (bandiera) | A     | Sebastian Seifert  |
| 16 | Germania (bandiera) | C     | Joshua Schmitt     |
| 17 | Germania (bandiera) | D     | Gerald Muwanga     |
| 17 | Polonia (bandiera)  | D     | Damian Paszliński  |
| 18 | Germania (bandiera) | C     | Sebastian Dräger   |
| 19 | Germania (bandiera) | C     | Patrick Grandner   |
| 20 | Germania (bandiera) | P     | Alexander Glaser   |
| 20 | Canada (bandiera)   | P     | Julien Latendresse |
| 21 | Germania (bandiera) | A     | Rico Engler        |
| 22 | Germania (bandiera) | C     | Andy Wendschuch    |
| 23 | Germania (bandiera) | A     | Franz Bochmann     |
| 24 | Germania (bandiera) | D     | Gino Böhne         |

## Organigramma societario
Area tecnica
- Allenatore: Heiko Scholz
- Allenatore in seconda: Eric Eiselt
- Preparatore dei portieri: Maik Kischko
- Preparatori atletici:
- Analisi video:

## Calciomercato

### Sessione estiva
| Acquisti | Acquisti            | Acquisti              | Acquisti |
| R.       | Nome                | da                    | Modalità |
| -------- | ------------------- | --------------------- | -------- |
| A        | Jorgo Nika          | E. Braunschweig II    |          |
| A        | Franz Bochmann      | Chemnitz II           |          |
| P        | Steven Braunsdorf   | Carl Zeiss Jena       |          |
| C        | Sebastian Dräger    | Hallescher II         |          |
| D        | Armin Kilz          | Eilenburg             |          |
| P        | Julien Latendresse  | Energie Cottbus       |          |
| D        | Vadims Logins       | Rehden                |          |
| D        | Patrick Lunderstädt | Lokomotive Lipsia U19 |          |
| D        | Gerald Muwanga      | SVG Göttingen 07      |          |
| D        | Dustin Scheibe      | Hallescher II         |          |
| D        | Marcel Trojandt     | Hallescher II         |          |
| A        | Christopher Zerbe   | Lokomotive Lipsia U19 |          |

| Cessioni | Cessioni            | Cessioni          | Cessioni |
| R.       | Nome                | a                 | Modalità |
| -------- | ------------------- | ----------------- | -------- |
| A        | Albert Spahiu       | Köniz             |          |
| C        | Marcus Brodkorb     | Union Sandersdorf |          |
| P        | Christopher Gäng    | Sonnenhof G.      |          |
| C        | Benedikt Seipel     | Wacker Nordhausen |          |
| D        | Ronny Surma         | Hannover 96 II    |          |
| D        | Alexis Theodosiadis | Kickers Offenbach |          |
| D        | Jens Werner         | Union Sandersdorf |          |
| P        | Lukas Wurster       | Union Sandersdorf |          |

### Sessione invernale
| Acquisti | Acquisti          | Acquisti                          | Acquisti |
| R.       | Nome              | da                                | Modalità |
| -------- | ----------------- | --------------------------------- | -------- |
| P        | Sanel Borić       | Goslarer                          |          |
| A        | Gianluca Marzullo | Gütersloh                         |          |
| D        | Damian Paszliński | Template:Calcio Gelb-Weiß Görlitz |          |
| C        | Joshua Schmitt    | Bergisch Gladbach                 |          |
| C        | Juro Pejić        | Hallescher II                     |          |

| Cessioni | Cessioni            | Cessioni             | Cessioni |
| R.       | Nome                | a                    | Modalità |
| -------- | ------------------- | -------------------- | -------- |
| D        | Vadims Logins       | Neuruppin            |          |
| P        | Steven Braunsdorf   | Darmstadt            |          |
| D        | Christoph Schulz    | Union Sandersdorf    |          |
| C        | Raik Hildebrandt    | Meuselwitz           |          |
| D        | Patrick Lunderstädt | Lokomotive Lipsia II |          |
| A        | Jorgo Nika          | Lokomotive Lipsia II |          |
| C        | Nico Schönitz       | Chemie Lipsia        |          |

## Risultati

### Regionalliga

#### Girone di andata
| Arbitro: | Hösel |

|         |           |  |
| Koç 25’ | Marcatori |  |

| Arbitro: | Koslowski |

|             |           |                              |
| Muwanga 80’ | Marcatori | 18’ Müller 32’, 74’ Latowski |

| Arbitro: | Schwermer |

|              |           |            |
| Rolleder 31’ | Marcatori | 76’ Schuch |

| Arbitro: | Ostrin |

|                                |           |                     |
| Ullmann 18’ Stiefel 90’ (rig.) | Marcatori | 14’ (rig.) Rolleder |

| Arbitro: | Wartmann |

|  |           |                   |
|  | Marcatori | 88’, 90’ Kruschke |

| Arbitro: | Becker |

|           |           |  |
| Nagel 68’ | Marcatori |  |

| Arbitro: | Schibull |

|  |           |                          |
|  | Marcatori | 51’ Reimann 81’ Hollwitz |

| Arbitro: | Hösel |

|                        |           |            |
| Schmidt 14’ Grösch 87’ | Marcatori | 73’ Engler |

| Arbitro: | Wilske |

|                                             |           |                       |
| Rolleder 6’, 39’ (rig.) Engler 44’ Nika 73’ | Marcatori | 53’ Huke 56’ Owczarek |

| Arbitro: | Kleinschmidt |

|                         |           |  |
| Skoda 24’ Jovanović 54’ | Marcatori |  |

| Lipsia 26 ottobre 2013, ore 13:30 CEST 11ª giornata | Lokomotive Lipsia | 0 – 0 referto | Plauen | Bruno-Plache-Stadion (2 140 spett.)\| Arbitro: \| Stolz \| |
| Arbitro:                                            | Stolz             |               |        |                                                            |

| Arbitro: | Kutscher |

|                   |           |                        |
| Löhmannsröben 73’ | Marcatori | 2’ Rolleder 39’ Engler |

| Arbitro: | Wilske |

|  |           |                   |
|  | Marcatori | 75’ (rig.) Hähnge |

| Arbitro: | Koslowski |

|                                   |           |            |
| Hammann 31’ (rig.) Fuchs 65’, 90’ | Marcatori | 18’ Engler |

| Arbitro: | Lossius |

|  |           |                |
|  | Marcatori | 62’ Rockenbach |

#### Girone di ritorno
| Arbitro: | Wessel |

|  |           |             |
|  | Marcatori | 85’ Makangu |

| Meuselwitz 22 febbraio 2014, ore 13:30 CET 17ª giornata | Meuselwitz | 0 – 0 referto | Lokomotive Lipsia | bluechip-Arena (1 796 spett.)\| Arbitro: \| Kluge \| |
| Arbitro:                                                | Kluge      |               |                   |                                                      |

| Arbitro: | Klemm |

|                      |           |  |
| Schuch 19’ Boček 90’ | Marcatori |  |

| Arbitro: | Pawlowski |

|              |           |  |
| Grandner 39’ | Marcatori |  |

| Berlino 16 marzo 2014, ore 13:30 CET 20ª giornata | Berliner AK 07 | 0 – 0 referto | Lokomotive Lipsia | Poststadion (929 spett.)\| Arbitro: \| Ostrin \| |
| Arbitro:                                          | Ostrin         |               |                   |                                                  |

| Arbitro: | Koslowski |

|              |           |                     |
| Rolleder 85’ | Marcatori | 79’ (rig.) Schubert |

| Arbitro: | Stolz |

|  |           |             |
|  | Marcatori | 53’ Langner |

| Arbitro: | Stolz |

|  |           |                                                  |
|  | Marcatori | 10’ Schlosser 55’ Bock 75’ Shala 82’ Torunarigha |

| Arbitro: | Pawlowski |

|  |           |            |
|  | Marcatori | 3’ Langner |

| Arbitro: | Schmickartz |

|                                |           |                       |
| Grandner 36’, 90’ Marzullo 88’ | Marcatori | 16’ Pütt 30’ Weidlich |

| Arbitro: | Lossius |

|                                  |           |                              |
| Wolf 25’ Girth 61’ Schindler 78’ | Marcatori | 7’ Langner 37’, 51’ Grandner |

| Arbitro: | Kluge |

|                                |           |  |
| Grandner 18’ Marzullo 50’, 67’ | Marcatori |  |

| Arbitro: | Wartmann |

|                        |           |                          |
| Ergirdi 18’ Watzka 39’ | Marcatori | 1’ Grandner 90’ Marzullo |

| Arbitro: | Lossius |

|                          |           |                |
| Langner 15’ Marzullo 56’ | Marcatori | 88’ Puttkammer |

| Arbitro: | Ostrin |

|             |           |              |
| Stephan 53’ | Marcatori | 76’ Grandner |

## Statistiche

### Statistiche di squadra
| Competizione         | Punti | In casa | In casa | In casa | In casa | In casa | In casa | In trasferta | In trasferta | In trasferta | In trasferta | In trasferta | In trasferta | Totale | Totale | Totale | Totale | Totale | Totale | DR  |
| Competizione         | Punti | G       | V       | N       | P       | Gf      | Gs      | G            | V            | N            | P            | Gf           | Gs           | G      | V      | N      | P      | Gf     | Gs     | DR  |
| -------------------- | ----- | ------- | ------- | ------- | ------- | ------- | ------- | ------------ | ------------ | ------------ | ------------ | ------------ | ------------ | ------ | ------ | ------ | ------ | ------ | ------ | --- |
| Regionalliga nordest | 32    | 15      | 5       | 3       | 7       | 16      | 21      | 15           | 3            | 5            | 7            | 13           | 20           | 30     | 8      | 8      | 14     | 29     | 41     | -12 |
| Totale               | 32    | 15      | 5       | 3       | 7       | 16      | 21      | 15           | 3            | 5            | 7            | 13           | 20           | 30     | 8      | 8      | 14     | 29     | 41     | -12 |

### Andamento in campionato
| Giornata  | 1  | 2  | 3  | 4  | 5  | 6  | 7  | 8  | 9  | 10 | 11 | 12 | 13 | 14 | 15 | 16 | 17 | 18 | 19 | 20 | 21 | 22 | 23 | 24 | 25 | 26 | 27 | 28 | 29 | 30 |
| --------- | -- | -- | -- | -- | -- | -- | -- | -- | -- | -- | -- | -- | -- | -- | -- | -- | -- | -- | -- | -- | -- | -- | -- | -- | -- | -- | -- | -- | -- | -- |
| Luogo     | T  | C  | C  | T  | C  | T  | C  | T  | C  | T  | C  | T  | C  | T  | C  | C  | T  | T  | C  | T  | C  | T  | C  | T  | C  | T  | C  | T  | C  | T  |
| Risultato | P  | P  | N  | P  | P  | P  | P  | P  | V  | P  | N  | V  | P  | P  | P  | P  | N  | P  | V  | N  | N  | V  | P  | V  | V  | N  | V  | N  | V  | N  |
| Posizione | 12 | 15 | 13 | 14 | 16 | 16 | 16 | 16 | 16 | 16 | 16 | 15 | 15 | 16 | 16 | 16 | 16 | 16 | 16 | 15 | 15 | 15 | 15 | 15 | 15 | 15 | 15 | 15 | 15 | 15 |

Legenda:

Luogo: C = Casa; T = Trasferta. Risultato: V = Vittoria; N = Pareggio; P = Sconfitta.

### Statistiche dei giocatori
| F. Bochmann    | 7  | 0 | 1  | 0 |
| S. Borić       | 3  | 0 | 0  | 1 |
| S. Braunsdorf  | 14 | 0 | 0  | 0 |
| A. Brumme      | 0  | 0 | 0  | 0 |
| G. Böhne       | 12 | 0 | 2  | 0 |
| S. Dräger      | 19 | 0 | 0  | 0 |
| R. Engler      | 26 | 4 | 1  | 0 |
| A. Glaser      | 0  | 0 | 0  | 0 |
| P. Grandner    | 26 | 8 | 8  | 0 |
| R. Hildebrandt | 13 | 0 | 3  | 0 |
| A. Kilz        | 22 | 0 | 1  | 0 |
| K. Kittler     | 20 | 0 | 5  | 1 |
| M. Krug        | 29 | 0 | 4  | 1 |
| A. Langner     | 14 | 4 | 0  | 0 |
| J. Latendresse | 13 | 0 | 2  | 0 |
| V. Logins      | 12 | 0 | 4  | 0 |
| P. Lunderstädt | 4  | 0 | 0  | 0 |
| G. Marzullo    | 15 | 5 | 1  | 0 |
| G. Muwanga     | 8  | 1 | 1  | 1 |
| J. Nika        | 7  | 1 | 0  | 0 |
| D. Paszliński  | 13 | 0 | 1  | 2 |
| J. Pejić       | 14 | 0 | 2  | 0 |
| S. Rolleder    | 28 | 6 | 6  | 0 |
| D. Scheibe     | 18 | 0 | 3  | 0 |
| J. Schmitt     | 3  | 0 | 0  | 0 |
| C. Schulz      | 5  | 0 | 0  | 0 |
| S. Seifert     | 17 | 0 | 2  | 0 |
| M. Trojandt    | 21 | 0 | 12 | 0 |
| A. Wendschuch  | 21 | 0 | 5  | 0 |
| C. Zerbe       | 0  | 0 | 0  | 0 |
| S. Zielinsky   | 15 | 0 | 0  | 0 |